# Metalurška fakulteta v Sisku
Metalurška fakulteta (izvirno hrvaško Metalurški fakultet u Sisku), s sedežem v Sisku, je fakulteta, ki je članica Univerze v Zagrebu.